# Hans Piekenbrock
Hans Piekenbrock, né le 3 octobre 1893 à Essen et mort le 16 décembre 1959 à Wahl (Cologne), est un général allemand de la Seconde Guerre mondiale.

## Biographie
Hans Piekenbrock poursuit ses études de droit à l'université de Fribourg-en-Brisgau (Freiburg im Breisgau) dans le Land de Bade-Wurtemberg (Allemagne).
En 1914 il s'engage dans le corps Rhenania Freiburg (de) pour effectuer son devoir patriotique lors du conflit de 1914-1918. Engagé volontaire dans le 11e régiment de hussards (de), il gagne rapidement ses galons d'adjudant et de lieutenant dès 1915.
En 1936, il est promu chef du département de la défense du personnel sous les ordres de l'amiral Wilhelm Canaris, responsable de l'Abwehr, service de renseignements militaire.
En 1943, Hans Piekenbrock est promu commandant-général et peu de temps après commandant de la 208e division d'infanterie qui sera présente sur le front de l'Est.
En mars 1944, il sera nommé général de corps d'armée.
Le 12 mai 1945 il est fait prisonnier de guerre par les troupes soviétiques, et restera interné en Tchécoslovaquie jusqu'à l'automne 1955.
Il est inhumé au cimetière de l'Est d'Essen.

## Décorations militaires
- Croix de chevalier de la croix de fer avec feuilles de chêne décernée en mai 1944 pour bravoure et bonne conduite dans la bataille de Kamynets-Podilsky, (Ukraine).